# Castel Nuovo
Castel Nuovo zvaný též Maschio Angioino je středověký gotický hrad v centru Neapole v Itálii, na náměstí Piazza Municipio. Byl postaven v letech 1279-1282. Stavitelem byl sicilský král Karel I. z Anjou, který přesunul hlavní město Sicilského království z Palerma do Neapole. Architektem byl Francouz Pierre de Chaulnes. Později byl hrad sídlem králů neapolských, aragonských a španělských, tuto funkci plnil až do roku 1815. 13. prosince 1294 se hrad stal dějištěm slavné abdikace papeže Celestýna V. a následné volby nového papeže Benedetta Caetaniho, který přijal jméno Bonifác VIII. Robert I. Neapolský na hradě hostil významné umělce, spisovatele Francesco Petrarcu a Giovanni Boccaccia, nebo malíře Pietra Cavalliniho a Giotta di Bondoneho, který v roce 1332 vymaloval zdejší Palatinskou kapli. Král Alfons V. Aragonský nechal hrad přestavět pod vedením architekta Guillema Sagrery. Tehdy, roku 1470, vznikl také triumfální oblouk z bílého mramoru jako hlavní vstup do hradu. Je vysoký 35 metrů. Roku 1486 král Ferdinand I. Ferrante nechal na hradě, ve zdejším sále baronů (Sala dei Baroni), pozatýkat aristokratické neapolské vzbouřence (tzv. spiknutí baronů), když je na hrad lstivě pozval k usmíření. Všechny je pak nechal popravit. Roku 1799 byl na hradě vyhlášen vznik krátce existující, profrancouzské Parthenopské republiky. Místní knihovna obsahuje čtvrtou nejstarší tištěnou knihu v Itálii De civitate Dei od Augustina z Hippo (1467). S hradem je spjata řada legend, například zhýralá královna Johana II. měla mít na hradě tajné propadliště, kterým svrhávala své četné milence do spárů krokodýla. V současnosti je hrad sídlem Neapolské společnosti pro vlastivědu a Neapolského výboru Institutu pro dějiny italského Risorgimenta. Zároveň je hrad, od roku 1990, muzeem (Museo Civico). Jsou v něm k vidění výtvarná díla představitelů neapolského baroka, jako jsou Luca Giordano, Francesco Solimena a Mattia Preti.